# Santa Rosa de Osos
Santa Rosa de Osos est une municipalité située dans le département d'Antioquia, en Colombie.

## Personnalités liées à la municipalité
- Porfirio Barba-Jacob (1883-1942) : poète et écrivain né à Santa Rosas de Osos.
- Aníbal Muñoz Duque (1908-1987) : archevêque né à Santa Rosa de Osos.